# 17才 (河合奈保子の曲)
「17才」（じゅうななさい）は、河合奈保子の4枚目のシングルである。1981年3月10日に日本コロムビアから発売された（規格品番：AH-39）。

## 解説
- B面の「キャンディ・ラブ」とともに、アルバム『トワイライト・ドリーム』に収録されている。
- ジャケット写真は、雑誌『近代映画』からの提供による。
- オリコンでは最高位11位（100位内13週）、19.1万枚のセールスとなった[1]。

## 収録曲
- 両楽曲共に、作詞：竜真知子／作曲：水谷公生／編曲：船山基紀

1. 17才（3分32秒）
2. キャンディ・ラブ（3分31秒）

## 演奏
- Drums: Jun Moriya
- Bass: Michio Nagaoka
- E.Guitar: Fujimaru Yoshino
- A.Guitar: Toshiaki Usui
- Keyboards: Maki Tahiro
- Percussion: Nobu Satoh
- Trumpets: Shin Kazuhara, Yoshikazu Kishi
- Trombones: Eiji Arai, Yasuo Hirauchi, Marumi Mita, Suio Okada
- Strings: Ohno group
- Background vocals: Mints